# Горгодзе, Мамука
Мамука Горгодзе (груз. მამუკა გორგოძე, родился 14 июля 1984 в Тбилиси) — грузинский регбист, выступавший на позициях фланкера или восьмого (ранее выступал на позиции лока). Многолетний капитан сборной Грузии.

## Карьера игрока

### Клубная
Ранее занимался баскетболом, но выбрал регби в возрасте 17 лет. Начинал карьеру в составе клуба «Лело» в Топ-лиге Грузии. В 2005 году его подписал «Монпелье Эро», но Горгодзе не сразу закрепился в основном составе, не получая первоначально достаточно времени. После чемпионата мира 2007 года он стал постоянным игроком основы, выступая на позиции лока. В сезоне 2009/2010 «Брив Коррез» уже достиг предварительного соглашения с Горгодзе о переходе, но в последний момент тот раздумал и отказался от перехода. В качестве компенсации «Монпелье» заплатил 200 тысяч евро команде «Брив Коррез». С сезона 2010/2011 Горгодзе стал играть уже на позиции фланкера и помог клубу добраться до финала Топ 14: в полуфинале стараниями Горгодзе был выбит «Расинг Метро 92». По итогам сезона был назван газетой L'Équipe лучшим легионером Топ 14 и получил приз от журнала «Midi olympique» лучшему иностранному игроку Топ 14.
В сезоне 2011/2012 Горгодзе снова достиг предварительного соглашения об уходе из «Монпелье», на этот раз в «Тулон», но опять раздумал в последний момент и продлил контракт с «Монпелье». Это вызвало серьёзный скандал, который с большим трудом удалось замять. Однако в ноябре 2013 года Горгодзе всё-таки объявил о грядущем уходе из клуба, заключив соглашение с «Тулоном» на три года, которое начинало действовать с сезона 2014/2015. Дебют за клуб был омрачён травмой колена в контрольном предсезонном матче против «Расинга»: Мамука пропустил первые несколько туров Топ 14.
Карьеру игрока завершил в 2019 году.

### В сборной
Горгодзе дебютировал в сборной Грузии 9 марта 2003 в поединке против России. За 65 игр он набрал 130 очков, постоянным игроком основы стал с 2004 года. В составе сборной Грузии он играл на чемпионатах мира 2007, 2011 и 2015 годов. Чемпион Европы (обладатель Кубка европейских наций) сезонов 2006—2008 и 2008—2010.
В 2015 году на чемпионате мира сборная Грузии впервые обыграла команду верхнего яруса — сборную Тонга — со счётом 17:10. Горгодзе, занёсший первую попытку сборной Грузии во встрече, назвал этот день «самым великим в своей жизни». По итогам чемпионата мира Горгодзе попал в символическую сборную по версии Societe Generale. 4 мая 2017 года Горгодзе объявил о завершении карьеры в сборной: в 71 игре он набрал 130 очков. Тем не менее, осенью 2019 Горгодзе вернулся в состав сборной для участия в Чемпионате мира.

## Стиль игры
За свою физическую силу и комплекцию (рост 195 см, вес 120 кг) Горгодзе получил прозвище «Горгодзилла» от французских фанатов из Монпелье и «Гулливер» от грузинских фанатов. Известен благодаря яростной игре и силовой борьбе. По версии газеты L'Equipe, перевод Мамуки с позиции лока на позицию фланкера значительно улучшил его технику и превратил Горгодзе в фактически несокрушимого игрока основы «Монпелье».
Слабым местом является недисциплинированность Горгодзе: с 2007 по 2014 годы он получил 16 жёлтых карточек в составе «Монпелье». В 2010 году дважды его удаляли с поля за драки: в первый раз он подрался в матче против «Альби» с Себастьеном Пажем, во второй раз — в матче против «Бургуэн-Жальё» с Алексом Тулу. В 2012 году в матче чемпионата Франции Топ 14 против «Тулузы» произошла массовая драка, к которой примкнул и Горгодзе, передравшись с Йоанном Маэстри, за что оба были удалены с поля.

## Достижения
- Вице-чемпион Франции: 2011 (Монпелье)
- Лучший иностранный регбист года по версии журнала «Midi olympique»: 2011[15]
- Лучший регбист Грузии: 2013